# Zastava Ukrajine
Zastava Ukrajine, sastoji se od gornje plave (OB: Pantone, 286 C) i donje žute (OB: Pantone 108 C) pruge. Omjer dužine i širine je 2:3. Prvi puta službeno se koristila 1918. godine u vrijeme Ukrajinske Narodne Republike. Za vrijeme Sovjetskog saveza, bila je zabranjena kao nacionalni simbol. Ponovno se koristi od 28. siječnja 1992. godine.

## Porijeklo zastave
Drevna kultura Ukrajine usko je vezana uz prirodne simoble te prema mitološkom tumačenju plava boja simbolizira vodu dok žuta boja simbolizira vatru. Prema nešto modernijem narodnom tumačenju plava boja simbolizira plavo nebo (otvorenost), dok žuta boja simbolizira zlatkaste stepske poljane (vrijednost) koje su prožete središnjom Ukrajinom. 
Plavo-žuta simbolika na ukrajinskom prostoru je intenzivno prisutna od stvaranja srednjovjekovne države Kijevske Rusi čiji su vladari često službeno koristili raznoliko plavo-žuto znakovlje. Nakon pada Kijevske Rusi 1240. godine, plavo-žuta simbolika je ponovno službeno ozakonjena u ukrajinskom parlamentu Centralnoj Radi 1918. godine.

## Ukrajinski grb »Trizub«
Ukrajinski državni grb sastoji se od dva dijela: manji dio »Trizub« koji se nalazi u središtu je glavni element velikog državnog grba te predstavlja kneževsku vlast Volodimira Velikog iz srednjovjekovne Kijevske Rusi. Zajedno s povijesnim grbom zaporoške vojske čini kompletan državni grb Ukrajine. Porijeklo grba Trizuba vrlo je staro i prema pronađenim primjercima u Ukrajini seže do 4. tisućljeća pr. Kr. Kijevski kneževi su kontinuirano koristili grb Trizub, a pojavljuje se i u ornamentici oružja zaporoških kozaka te u pučkom ritualnom rezbarenju.
O značenju znaka Trizuba postoji velika znastvena literatura koja upućuje na praslavensko podrijetlo znaka jer se u različitim varijantama javlja na širokom prostoru sve do prastarih Indoarijaca. Između ostalih tumačenja, grb Trizub se često tumačio kao izraz sakralne ptice, kao monogram, geometrijski ornament.

## Slične simbolike
Mnogi stručnjaci dovode službene zastave Švedske i Ukrajine u istu koleraciju makar kada je riječ o njihovim plavo-žutim tonalitetima, i često se tvrdi da su varjaški ratnici te boje prenosili sa sjevera na prostore današnje Ukrajine. Ipak, postoji znastvena literatura koja tvrdi da je ta simbolika prenesena s ukrajinskih prostora na skandinavske s obzirom na to da je ukrajinska kultura u to vrijeme bitno prednjačila, posebno zahvaljujući utjecaju grčke kulture koja je dolazila s prostora Bizanta već stoljećima ranije.

## Povijesne zastave
- Neslužbena zastava Ukrajinske Narodne Republike (1917.)
- Zastava Zapadne Ukrajinske Narodne Republike (1918. – 1919.)
- Zastava Ukrajinske SSR (1949. – 1991.)
- Inačica u upotrebi od 1991. do 1992.

## Dizajn

### Boje
| Model boja | Plava         | Žuta         |
| ---------- | ------------- | ------------ |
| RGB        | 0, 87, 183    | 255, 215, 0  |
| CMYK       | 100, 63, 0, 2 | 0, 2, 100, 0 |
| HTML       | #0057B7       | #FFD700      |

## Vanjske poveznice
- (engl.) Zastava Ukrajine na crwflags.com